# Lijst van voetbalinterlands Bangladesh - Hongkong
Deze lijst van voetbalinterlands is een overzicht van alle officiële voetbalinterlands tussen de nationale teams van Bangladesh en Hongkong. De landen hebben tot op heden drie keer tegen elkaar gespeeld. De eerste ontmoeting, een kwalificatiewedstrijd voor de Azië Cup 2004, was op 30 maart 2003 in Hongkong. Het laatste duel, een kwalificatiewedstrijd voor de Azië Cup 2007, was op 15 november 2006 in Hongkong.

## Wedstrijden
| № | Plaats   | Datum            | Competitie                 | Wedstrijd             | Uitslag |
| - | -------- | ---------------- | -------------------------- | --------------------- | ------- |
| 1 | Hongkong | 30 maart 2003    | Azië Cup 2004 kwalificatie | Hongkong − Bangladesh | 2 − 0   |
| 2 | Dhaka    | 1 maart 2006     | Azië Cup 2007 kwalificatie | Bangladesh − Hongkong | 0 − 1   |
| 3 | Hongkong | 15 november 2006 | Azië Cup 2007 kwalificatie | Hongkong − Bangladesh | 2 − 2   |

## Samenvatting
| Competitie            | Totaal gespeeld | Winst Bangladesh | Gelijk | Winst Hongkong | Doelsaldo Bangladesh – Hongkong |
| --------------------- | --------------- | ---------------- | ------ | -------------- | ------------------------------- |
| Azië Cup-kwalificatie | 3               | 0                | 1      | 2              | 2 − 5                           |
| Totaal                | 3               | 0                | 1      | 2              | 2 − 5                           |

Wedstrijden bepaald door strafschoppen worden, in lijn met de FIFA, als een gelijkspel gerekend.